# 山崎結子
山崎 結子（やまざき ゆいこ、1981年6月21日 - ）は、日本の政治家。青森県外ヶ浜町長（3期）。青森県初の女性首長である。

## 来歴
東京都世田谷区に、当時読売新聞社の記者をしていた山崎力の次女として生まれる。成城大学文芸学部文化史学科卒業。
音楽・映像ソフト製作会社のフロンティアワークス、青森市に本社を置くオカムラ食品工業などに勤務した。また非常勤で環境省自然環境局に勤めた経験も持つ。
2017年（平成29年）2月7日、任期満了に伴う外ヶ浜町長選挙への出馬を表明。
同年3月26日に行われた町長選挙は12年ぶりの選挙戦となった。4選を目指す現職の森内勇と、自民党青森県連幹事長の神山久志県議の長年続いた協調関係が崩れ、神山は山崎を全面支援。一方、現職陣営は森内の長男で自民党県連総務会長の森内之保留県議が支えたため保守分裂の構図となったが、山崎が大差で森内を破り初当選を果たした。山崎は県内初の女性首長となった。4月24日、町長就任。選挙の結果は以下のとおり。
※当日有権者数：5,855人 最終投票率：78.91%（前回比：pts）
| 候補者名 | 年齢 | 所属党派 | 新旧別 | 得票数  | 得票率 | 推薦・支持 |
| -------- | ---- | -------- | ------ | ------- | ------ | ---------- |
| 山崎結子 | 35   | 無所属   | 新     | 2,891票 | 62.97% |            |
| 森内勇   | 79   | 無所属   | 現     | 1,700票 | 37.03% |            |

2021年（令和3年）、前副町長の宮本一男を破り再選。
2025年（令和7年）、3期目の当選。

## 親族
- 曾祖父：山崎岩男（元衆議院議員・青森県知事）
- 祖父：山崎竜男（元参議院議員・環境庁長官）
- 父：山崎力（前参議院議員）
- 母方の祖父：松尾三良（元北海道議会議員、札幌市選出）
- 母方の祖母：松尾静江（元北海道議会議員、札幌市選出）